# Thread (protocollo di rete)
Thread è una tecnologia a bassa potenza di Mesh networking basata su IPv6, per prodotti dell'Internet delle cose (IoT). Le specifiche del protocollo Thread sono disponibili gratuitamente, sebbene, ciò richiede, accordi ed una aderenza alla licenza End-User License Agreement (EULA) che stabilisce che l'adesione al Gruppo THread è necessaria per implementare, far pratica e distribuire tecnologia Thread e le sue specifiche".
Thread usa 6LoWPAN, che a sua volta utilizza il protocollo senza fili IEEE 802.15.4 con comunicazione mesh (nello spettro dei 2,4 GHz), come fa Zigbee o altri sistemi.  Comunque, Thread può avere un Indirizzo IP, con accesso al Cloud computing e la crittografia AES. Una implementazione open source con licenza BSD di Thread, chiamata "OpenThread", è disponibile da parte di Google, da cui è gestita.
Nel 2019, il progetto "Connected Home over IP" (successivamente rinominato"Matter"), ha portato il consorzio Zigbee Alliance (ora: Connectivity Standards Alliance), Google, Amazon, e Apple, ha annunciato una vasta collaborazione per creare uno standard  open source senza royalty (royalty-free) per promuovere l'interoperabilità nella connettività casalinga, sfruttando THread, il Wi-Fi, il Bluetooth Low Energy. Nel 2021, Thread è stata premiata la Smart Home Innovation of the Year (L'innovazione dell'anno per la casa intelligente) dalla Ambient's Smart Home Awards.